# Крохмаль, Дмитрий Юрьевич
Дмитрий Юрьевич Крохмаль (26 мая 1977) — киргизский футболист, полузащитник. Выступал за сборную Кыргызстана.

## Биография

### Клубная карьера
Начал взрослую карьеру в 1995 году в клубе «Кант-Ойл», сыграв 7 матчей в чемпионате Кыргызстана, клуб стал в том сезоне чемпионом страны. В 1996—2000 году играл за бишкекское «Динамо», становился чемпионом (1997, 1998, 1999) и серебряным призёром чемпионата (2000). В 1999 году признан лучшим полузащитником страны. В 2001 году стал чемпионом и обладателем Кубка Кыргызстана в составе «СКА ПВО».
В 2002 году играл в первой лиге Казахстана за «Тараз».
После возвращения в Кыргызстан провёл три сезона в клубе «Дордой-Динамо». В 2004 и 2005 годах становился чемпионом и обладателем Кубка Кыргызстана, на международной арене в 2005 году стал финалистом Кубка президента АФК. В 2006 году в составе «Абдыш-Аты» завоевал серебряные награды чемпионата. В первой половине сезона 2007 года играл за «Авиатор-ААЛ», а после его расформирования — за «Жаштык-Ак-Алтын», с этим клубом стал бронзовым призёром чемпионата.
В 2009 году играл за клуб первой лиги «Живое Пиво» (Кант), в 2010 году — в высшей лиге за столичный «Шер», в 2011 году — за «Алгу», после чего завершил карьеру.

### Карьера в сборной
В национальной сборной Кыргызстана дебютировал 3 августа 1999 года в матче против Омана, заменив на 60-й минуте Фархата Хаитбаева. В августе 1999 года сыграл 3 игры в отборочном турнире Кубка Азии-2000, затем более трёх лет не выступал за сборную. В марте 2003 года провёл ещё два матча.
Всего в 1999—2003 годах сыграл за сборную Кыргызстана 5 матчей.